# Карл Лангбен
Карл Лангбен (на немски: Carl Langbehn) е германски юрист и борец от съпротивата, участвал в опита за убийство на фюрера Адолф Хитлер от 20 юли 1944 г.

## Биография
Роден е в Паданг, Нидерландски Източни Индии. По време на Ваймарската република той е член на Германската национална народна партия. През 1933 г. той се присъединява към нацистката партия, но през 1930-те години започва да става все по-критичен към режима. Той е познат на Хайнрих Химлер, тъй като техните дъщери посещавали едно училище. До 1943 г. е наясно, че Химлер се интересува от идеята за договаряне на мир зад гърба на Адолф Хитлер. Той го запознава с Йоханес Попиц, който предлага държавен преврат, тъй като войната ще бъде загубена, но Химлер не се интересува.
Лангбен също е приятел и съветник на Кристабел Биленберг и нейния съпруг Петер. През септември 1943 г. той пътува до Швейцария и се среща с Алън Уелш Дълес от Службата за стратегически услуги, за да определи намерението на съюзниците и научава, че искат безусловно предаване от Нацистка Германия.
При завръщането си той е арестуван от Гестапо и осъден на смърт от Народна съдебна палата. Обесен е в затвора Пльоцензе в Берлин.